# Galium californicum
Galium californicum är en måreväxtart som beskrevs av William Jackson Hooker och George Arnott Walker Arnott. Galium californicum ingår i släktet måror, och familjen måreväxter.
Artens utbredningsområde är Kalifornien.

## Underarter
Arten delas in i följande underarter:
- G. c. californicum
- G. c. flaccidum
- G. c. luciense
- G. c. maritimum
- G. c. miguelense
- G. c. primum
- G. c. sierrae